# 인내

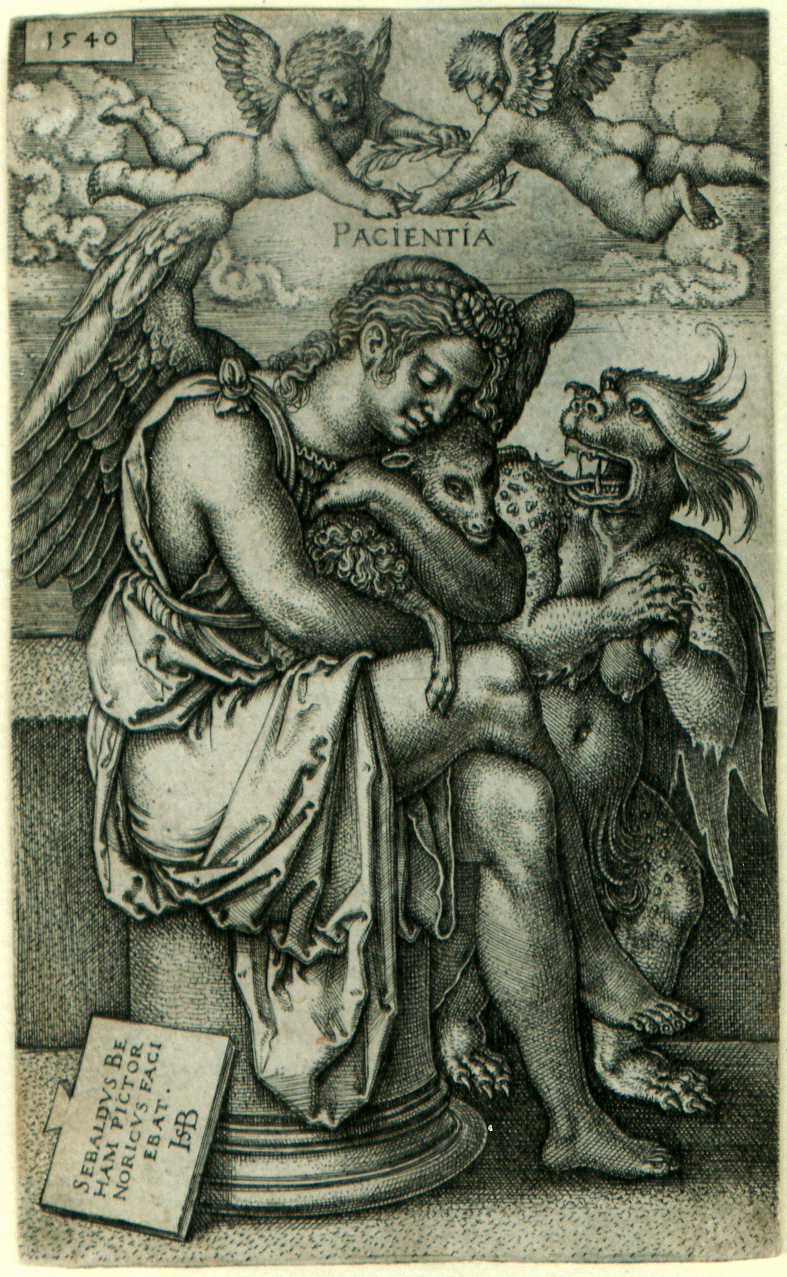

인내(忍耐)는 참는 것을 말한다. 비슷한 말로 내인(耐忍)이 있다.
인내는 어려운 상황을 견디는 능력이다. 인내에는 지연에 직면한 인내가 포함될 수 있다. 무례함이나 분노로 반응하지 않고 도발을 용인한다. 긴장 상태에 있을 때, 특히 장기적인 어려움에 직면했을 때의 인내, 또는 짜증이나 지루함을 느끼지 않고 오랫동안 기다릴 수 있다. 인내는 확고한 성격 특성을 나타내는 데에도 사용된다. 반의어에는 조바심, 성급함 등이 포함된다.

## 같이 보기
- 마시멜로 실험
- 자기조절
- 시간
- 관용
- 웨이팅
- 안중근 의사 유묵#인내 - 안중근 의사 유묵 (보물 제569-18호)